# Pål Trulsen
Pål Trulsen (ur. 19 kwietnia 1962 w Drøbak) – norweski curler, mistrz olimpijski z Salt Lake City 2002, dyrektor sportowy Norweskiego Związku Curlingu.
Trulsen wystąpił w Mistrzostwach Świata Juniorów 1980 i 1981. Jego drużyna zajęła 9. i 6. miejsca. W latach 1981 i 1982 uczestniczył w mistrzostwach Europy, także bez większych sukcesów. Po roku powrócił na MŚJ 1983, zdobył tam srebrny medal przegrywając w finale z Kanadą (John Base) 2:7.
Na arenę międzynarodową powrócił jako rezerwowy w zespole Tormoda Andreassena. Norwegowie dotarli do finału Zimowych Igrzysk Olimpijskich, gdzie ulegli 6:7 Szwajcarom (Urs Dick). Curling był wówczas dyscypliną pokazową. Z tą samą drużyną wystąpił na MŚ 1993, jednak nie zagrał w żadnym z meczów w obydwu turniejach.
Pål Trulsen jako skip przebrnął przez rywalizację krajową w 1997, jednak do 2000 nie udało mu się zakwalifikować do fazy zasadniczej w żadnej z najważniejszych imprez. Zespół z Oslo dotarł do małego finału MŚ 2001, w którym pokonał 10:9 Kanadyjczyków (Randy Ferbey).
W kolejnym sezonie drużyna Trulsena zajęła 4. miejsce ME 2001, w swoim ostatnim meczu przegrała z Finami (Markku Uusipaavalniemi) 4:6. W lutym Trulsen wystąpił na Zimowych Igrzyskach Olimpijskich 2002, curling był uznany za dyscyplinę olimpijską. Norwegowie awansowali do półfinałów, pokonali tam Szwajcarów (Andreas Schwaller) 7:6. W finale zmierzyli się z Kanadyjczykami, w 9. endzie Europejczycy doprowadzili do remisu 5:5. Ostatni kamień Kevin Martin wypuścił minimalnie za mocno i wąsko. Kamień kanadyjski otarł się o norweski i Larsowi Vågbergowi udało się go wyszczotkować. W rezultacie Norwegia przejęła ostatni end za jeden punkt i wynikiem 6:5 zdobyła olimpijskie złoto. Po triumfie w Salt Lake City Trulsen zdobył srebrny medal MŚ 2002, w finale Norwegów pokonała Randy Ferbey z Kanady.
Rok później, zespół z Oslo w meczu o 3. miejsce MŚ 2003 pokonał Finów. Wcześniej zaś Norwegowie ponownie ulegli Kanadzie (Ferbey), powtórzyło się to także w małym finale MŚ 2004. Tam zespół Marka Daceya pokonał Trulsena. Norwegia natrafiła na zespół Klonowego Liścia pod wodzą Ferbeya w dolnym meczu play-off MŚ 2005, wynikiem 6:7 zakończyła swój występ na 4. miejscu.
W latach 2004 i 2005 drużyna Trulsena zdobywała medale mistrzostw Europy. W Sofii 2004 wywalczyła brązowy medal po pokonaniu Szkotów (David Murdoch) 8:2. Rok później Norwegowie pokonali Murdocha w półfinale a w finale zmierzyli się ze Szwecją (Peja Lindholm). W skandynawskim rozstrzygnięciu zawodów wygrywając 9:4 górą byli Norwegowie.
Przed rozpoczęciem Zimowych Igrzysk Olimpijskich 2006 Trulsen zapowiedział zakończenie kariery. W Turynie obrońca złotych medali z bilansem 5-4 uplasował się na 5. miejscu, wszystkie porażki odniósł z drużynami, które przeszły do półfinałów. Ostatnią ważną imprezą, w której Trulsen wziął udział był BDO Classic Canadian Open of Curling 2007, od tamtej pory uczestniczy tylko w Radisson SAS Oslo Cup.

## Wielki Szlem
| Turniej                | 2001/2002 | 2002/2003 | 2004/2005 | 2005/2016 | 2006/2007 |
| ---------------------- | --------- | --------- | --------- | --------- | --------- |
| Canadian Open          | A         | A         | QF        | x         | x         |
| World Cup of Curling   | A         | A         | A         | A         | A         |
| The National           | x         | A         | A         | QF        | A         |
| Players’ Championships | A         | x         | x         | A         | A         |

| A  | = nie uczestniczył                         |
| x  | = nie zakwalifikował się do fazy finałowej |
| QF | = ćwierćfinał                              |
| SF | = półfinał                                 |
| F  | = finał                                    |
| W  | = zwycięstwo                               |

## Drużyna
|           | Czwarty     | Trzeci            | Drugi                | Otwierający          |
| --------- | ----------- | ----------------- | -------------------- | -------------------- |
| 1999/2007 | Pål Trulsen | Lars Vågberg      | Flemming Davanger    | Bent Ånund Ramsfjell |
| MŚ 1997   | Pål Trulsen | Lars Vågberg      | Bent Ånund Ramsfjell | Knut Ivar Moe        |
| 1992/1993 | Pål Trulsen | Tormod Andreassen | Stig-Arne Gunnestad  | Flemming Davanger    |
| 1980/1983 | Pål Trulsen | Flemming Davanger | Stig-Arne Gunnestad  | Kjell Berg           |